# Вяземская крепость
Вя́земская кре́пость (также Вя́земский кре́мль) — средневековые крепостные сооружения в городе Вязьма.

## Деревянный кремль
Первое древнерусское укрепленное поселение в районе города Вязьмы возникло на реке Русятке. Об этом свидетельствуют данные раскопок; вместе с тем раскопки показали, что следов поселения на Соборной горе — в районе, где располагался кремль в более позднее время, — ранее XII—XIII веков не выявлено. Хронологически Русятское городище было предшественником города Вязьмы и, видимо, до XIII века представляло собой форпост Смоленской земли с военным гарнизоном.
Летописи упоминают Вязьму как город под 1239 годом. Когда построены первые деревянные стены укреплений на нынешней Соборной горе Вязьмы — неизвестно. Древнее укрепление находилось на холме на берегу реки Вязьмы.

## Каменно-деревянный кремль
В царствование Михаила Фёдоровича были выстроены каменные стены Большого нижнего города (1632 г.), вобравшие в себя территорию гораздо бо́льшую, нежели ещё существовавшие в то время деревянные срубы бывшего кремля (который отныне стал именоваться Верхним малым городом). Стена Большого нижнего города имела шесть квадратных башен. Со стороны реки стена Большого нижнего города сливалась с деревянной стеной Верхнего малого, так что Вяземскую крепость надо классифицировать как каменно-деревянную (подобно Владимирскому и Тверскому кремлям). Одна из башен каменной крепости — Спасская — сохранилась благодаря тому, что находилась на территории основанного в XVIII веке Аркадиевского монастыря.

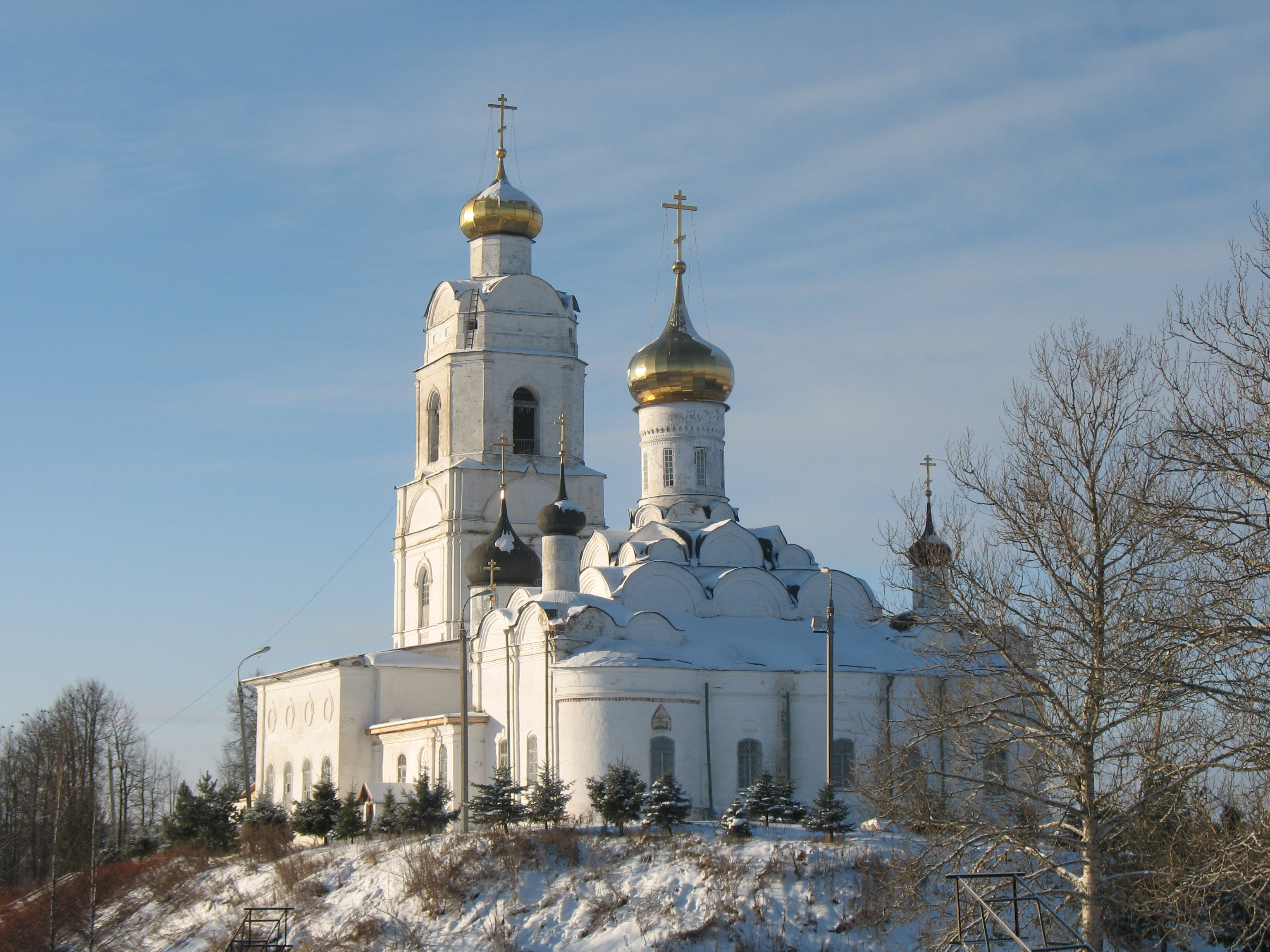
Вязьма. Троицкий собор на холме Верхнего малого города

На холме Верхнего малого города с давних пор стоял деревянный Троицкий собор (упоминается во времена Ивана Грозного). Известно, что он возводился заново в 1587—1598, 1635 годах. В 1674—1676 годах на средства царя Алексея Михайловича было возведено сохранившееся каменное здание собора. Облик собора несколько изменился, когда его восстанавливали после войны 1812 года. Видимо, тогда переделали главу и барабан над основным объёмом храма. Колокольня и трапезная относятся к 1847—1849 годам.
По легенде, на территории Большого нижнего города в XI веке жил преподобный Аркадий. В 1661 году здесь был основан мужской Аркадиевский монастырь (располагался вокруг существовавшей здесь древней деревянной церкви 1540 года постройки), который прекратил своё существование в XVIII веке. В 1780 году здесь образовалась женская община из упразднённого Ильинского монастыря в Вязьме. В 1783 году построен каменный Собор Спаса Всемилостивого. В 1812 году постройки монастыря были сожжены французами; в 1832 году община, живущая на заново отстроенной территории, переименована в монастырь.

## Сохранившиеся памятники
- Холм Верхнего малого города
- Из укреплений Большого нижнего города сохранилась Спасская башня
- Троицкий собор 1674—1676 годов на холме Верхнего малого города
- На территории бывшей крепости также находятся строения Аркадиевского монастыря (XVIII-XIX века)